# Лепта (альбом)
Лепта — второй студийный полноформатный альбом русской группы Аркона, выпущенный в 2004 году. Композиция Ой, то не вечер представляет собой вариацию на известную одноимённую русскую народную песню.
«Чёрные дебри войны» посвящается памяти жертв террористических актов, произошедших на территории России.

## Список композиций
1. Сотканы века (4:14)
2. Лепта о гневе (5:26)
3. Чёрные дебри войны (4:29)
4. Зарницы нашей свободы (5:40)
5. Выйду я на волюшку (3:37)
6. Воин правды (5:46)
7. Марена (7:24)
8. Эпилог (1:51)
9. Ой, то не вечер (3:13)[комм. 1]

## Список участников
Основной состав:
- Маша «Scream» — голос, клавишные, флейта («Эпилог»)
- Сергей «Lazar» — гитары
- Руслан «Kniaz» — бас
- Влад «Артист» — ударные

Сессионные:
- Лесьяр (Невидь, ex-Butterfly Temple) — голос, текст («Зарницы нашей свободы»)

## Комментарии
1. ↑  песня, которой группа заканчивает свои выступления на концертах